# Антарктичні Анди
67°58′11.47″ пд. ш. 63°51′55.34″ зх. д. / 67.9698528° пд. ш. 63.8653722° зх. д.
Антарктичні Анди, Антарктанди (англ. Antarctandes; ісп. Antartandes), відомий також як кордильєра Антарктичного півострова — гірський хребет, розташований на півночі Антарктичного півострова, в районах земель Ґреяма та Палмера Антарктиди і в деяких джерелах вважається, що може також продовжуватися через континент.

## Геологія

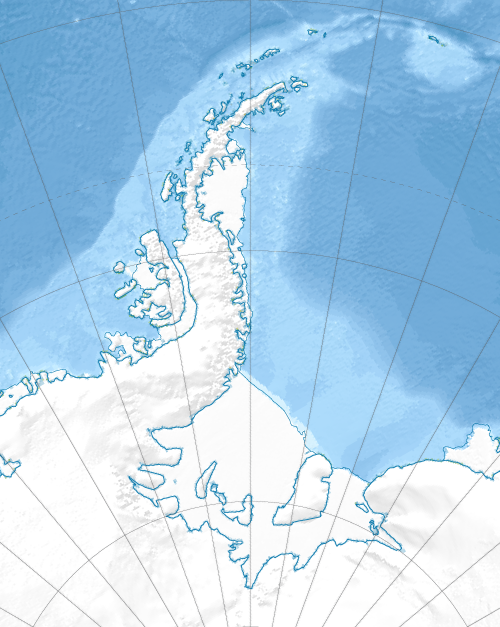
Карта рельєфу хребта Антарктичних Андів на Антарктичному півострові.

Деякі геологи вважають Антарктичні Анди найпівденнішим продовженням системи хребтів Анд на території Антарктиди. Відповідно до цієї теорії Анди починаються на кордоні між Колумбією та Венесуелою; продовжуються західною Південною Америкою; занурюються в Атлантичний океан на схід від Сьєрра-дель-Фуего, щоб сформувати підводний гірський хребет Дуги Скоша; періодично виникають на островах Шаг-Рок, Південна Джорджія та Південні Сендвічські острови, Південні Оркнейські острови та Південні Шетландські острови; і, нарешті, продовжуються на півночі Антарктичного півострова. Чилі називає півострів Тірра-де-О'Гіггінс, а Аргентина Тірра-де-Сан-Мартин.

## Географія
Найвища гора Антарктичних Анд — гора Надії (англ. Mount Hope, 3239 м) у хребті Вічності на Землі Палмер.
На південному заході Антарктичні Анди продовжуються як гори Еллсворт, найвищий гірський масив Антарктиди і значно вкритий льодовиками в Землі Палмер; переходять у гори Вітмора та хребет Королеви Мод. Звідти Антарктичні Анди йдуть західним узбережжям моря Росса до мису Адаре. Основна трансконтинентальна система Трансантарктичних гір розділяє райони мису Адаре та Королеви Мод з Антарктичними Андами, але потім повертає на схід уздовж східного узбережжя моря Ведделла. На південний схід від Антарктичного півострова Антарктичне плато поширюється до Південного полюсу. Таким чином, Антарктичні Анди утворюють зміїну дугу довжиною понад 5000 кілометрів уздовж південного краю Тихоокеанського вогняного кола.
Аргентинська Антарктида претендує на територію півостровів Антарктичних Анд, Чилі — на Чилійську Антарктичну територію, а Велика Британія — на Британську Антарктичну територію. Усі ці вимоги заморожені статтею 4 системи Договору про Антарктику 1960-х років.